# Кућа с окућницом у ул. Краљевића Марка бр. 37
Кућа с окућницом у ул. Краљевића Марка бр. 37 у Новом Саду представља непокретно културно добро као споменик културе.
Kућу је подигла стара новосадска породица Јовановић, позната као „Вакини” која је у Новом Саду од почетка 19. века. С обзиром да су се бавили производњом вина, у помоћним просторијама су сачуване алатке и справе које представљају музеолошке примерке везане за производњу вина.

## Опис куће
Kућа са окућницом и помоћним објектима, типичан је пример богатог новосадског газдинства, које се бавило виноградарством и трговином. Главни објекат, који служи за становање, подигнут је око 1911. године. То је приземна кућа издужене основе и фасаде декорисане у стилу необарока. На њеном средишњем делу је простран, полукружни колски пролаз са масивном, дрвеном, двокрилном капијом која има резбарена врата. Прозори су лучно завршени и декорисани гипсаним украсима у виду винове лозе и грожђа, а подкровни венац са фризом гирланди. Kућа је масивно зидана са два пространа стана и подрумима који су под пруским сводовима. У ентеријеру су сачувани гипсани украси и украси на дрвеним вратима и њиховим застакљеним површинама.